# Mayte Carol
María Teresa Corral García (Ciudad de México, 13 de octubre de 1941-Ciudad de México, 9 de marzo de 2024), conocida profesionalmente como Mayte Carol, fue una actriz cantante y empresaria mexicana.

## Biografía y carrera
Mayte Carol nació el 13 de octubre de 1941 en la Ciudad de México. Se graduó en el Instituto Nacional de Bellas Artes.
Mayte actuó principalmente en películas. Sus créditos incluyen El patrullero 777, Los dos cuatreros, Frente al destino, Santo contra el estrangulador y Cuenta saldada. También actuó en teatro con Abrázame muy fuerte (2018). Sus dos últimos proyectos fueron La boda de mi mejor amigo y La Rosa de Guadalupe. Sus créditos también incluyen En peligro de muerte, Las hijas del Amapolo, Ruletero a toda marcha, Dos pintores pintorescos, Acapulco a go-go, Los hermanos Barragán y Nosotros los jóvenes. Tras su retiro, se mantuvo alejada de la vida pública.

## Vida personal y muerte
Mayte estuvo casada con Miguel Palmer, con quien tuvo una hija. Su matrimonio duró ocho años.
Mayte Carol falleció en la Ciudad de México el 9 de marzo de 2024, a la edad de ochenta y dos años. Había sido hospitalizada días previos debido a problemas respiratorios. Ingresó por primera vez en el hospital el 3 de enero y la pusieron en cuidados intensivos.

## Filmografía seleccionada
Fuente:
- La boda de mi mejor amigo (2019)
- La rosa de Guadalupe (2016)
- El ladrón 2 (2007)
- Entre melón y me lames (2006)
- Perra sociedad (2004)
- El asaltante (2002)
- Abuso (2001)
- Mojadas en sangre (2000)
- Cuenta saldada (2000)
- El patrullero 777 (1978)
- Tres mil kilómetros de amor (1967)
- Dos pintores pintorescos (1967)
- El picaro (1967)
- Crisol (1967)
- Acapulco a go-gó (1967)
- Nosotros los jóvenes (1966)
- Santo contra el espectro de El Estrangulador (1965)
- Ruletero a toda marcha (1962)